# Tirà amazònic
El tirà amazònic (Knipolegus poecilocercus) és un ocell de la família dels tirànids (Tyrannidae).

## Hàbitat i distribució
Habita boscos, normalment prop dels rius de les terres baixes del sud-est de Colòmbia i sud de Veneçuela, Guyana, Amazònia, nord del Brasil i nord-est del Perú.